# EuroHockey Club Champions Cup 2002 (Herren, Feld)
Die 29. Austragung des EuroHockey Club Champions Cup (Herren, Feld) fand vom 17. – 20. Mai 2002 beim KHC Dragons in Brasschaat statt.
Mit dem polnischen WKS Grunwald, dem schottischen Western Wildcats und dem Club Egara aus Spanien nahmen drei Teams bereits 2001 teil. Der deutsche Meister Club an der Alster sicherte sich zum zweiten Mal nach 2000 den Titel durch ein 5:2 n.7-m im Finale gegen den HC ’s-Hertogenbosch aus den Niederlanden.

## EuroHockey Club Champions Cup
Gruppe A
Freitag, 17. Mai 2002
- 10:00 A: Surbiton HC  – WKS Grunwald Posen  0:2
- 12:00 A: HC ’s-Hertogenbosch  – SC Stroitel Brest  8:1

Samstag, 18. Mai 2002
- 10:00 A: Surbiton HC  – SC Stroitel Brest  4:1
- 12:00 A: HC ’s-Hertogenbosch  – WKS Grunwald Posen  5:1

Sonntag, 19. Mai 2002
- 10:00 A: WKS Grunwald Posen  – SC Stroitel Brest  3:3
- 12:00 A: HC ’s-Hertogenbosch  – Surbiton HC  2:2

| .   |                     |      |        |
| Pos | Verein              | Tore | Punkte |
| 1.  | HC ’s-Hertogenbosch | 15:4 | 7      |
| 2.  | Surbiton HC         | 6:5  | 4      |
| 3.  | Grunwald Posen      | 6:8  | 4      |
| 4.  | SC Stroitel Brest   | 5:15 | 1      |

Gruppe B
Freitag, 17. Mai 2002
- 14:00 A: Club Egara  – Western Wildcats HC  5:3
- 16:00 A: Club an der Alster  – KHC Dragons  7:1

Samstag, 18. Mai 2002
- 14:00 A: Club Egara  – KHC Dragons  4:1
- 16:00 A: Club an der Alster  – Western Wildcats HC  5:1

Sonntag, 19. Mai 2002
- 14:00 A: Western Wildcats HC  – KHC Dragons  1:3
- 16:00 A: Club an der Alster  – Club Egara  3:2

| .   |                     |      |        |
| Pos | Verein              | Tore | Punkte |
| 1.  | Club an der Alster  | 15:4 | 9      |
| 2.  | Club Egara          | 11:7 | 6      |
| 3.  | KHC Dragons         | 5:12 | 3      |
| 4.  | Western Wildcats HC | 5:13 | 0      |

Platzierungsspiele
Montag, 20. Mai 2002
- 09:00 Abstiegsspiel 4.A – 3.B: SC Stroitel Brest  – KHC Dragons  2:3
- 11:30 Abstiegsspiel 3.A – 4.B: WKS Grunwald Posen  – Western Wildcats HC  3:1
- 10:00 Spiel um Platz 3: Surbiton HC  – Club Egara  2:3
- 14:00 Finale: HC ’s-Hertogenbosch  – Club an der Alster  2:2, 2:5 n.7-m.

Endstand
- 1. Club an der Alster  Euro Hockey Club Champions Cup 2002
- 2. HC ’s-Hertogenbosch
- 3. Club Egara
- 4. Surbiton HC
- 5. KHC Dragons
- 5. WKS Grunwald Posen
- 7. SC Stroitel Brest  (Abstieg für Weißrussland zur EuroHockey Club Champions Trophy 2003)
- 7. Western Wildcats HC  (Abstieg für Schottland zur EuroHockey Club Champions Trophy 2003)

## EuroHockey Club Champions Trophy
Die EuroHockey Club Champions Trophy fand vom 17. – 20. Mai 2002 in der Stadt Wettingen in der Schweiz statt. Sie bildete den ersten Unterbau zum EuroHockey Club Champions Cup. Die Clubs spielten neben dem Titel auch um Auf- und Abstieg ihrer nationalen Verbände für die folgende Europapokalsaison.
Gruppe A
Freitag, 17. Mai 2002
- 12:00 A: Slavia Prag  – Dinamo Ekaterinburg  3:4
- 14:00 A: Lille MHC  – HC Olympia Kolos Sekvoia  3:1

Samstag, 18. Mai 2002
- 10:00 A: Lille MHC  – Dinamo Ekaterinburg  4:4
- 12:00 A: Slavia Prag  – HC Olympia Kolos Sekvoia  3:1

Sonntag, 19. Mai 2002
- 10:00 A: Dinamo Ekaterinburg  – HC Olympia Kolos Sekvoia  6:0
- 12:00 A: Lille MHC  – Slavia Prag  7:0

| .   |                          |      |        |
| Pos | Verein                   | Tore | Punkte |
| 1.  | Lille MHC                | 14:5 | 7      |
| 2.  | Dinamo Ekaterinburg      | 14:7 | 7      |
| 3.  | Slavia Prag              | 6:12 | 3      |
| 4.  | HC Olympia Kolos Sekvoia | 2:12 | 0      |

Gruppe B
Freitag, 17. Mai 2002
- 16:00 A: Pembroke Wanderers HC  – Wiener AC  5:1
- 18:00 A: HC Rotweiss Wettingen  – Eagles HC  3:1

Samstag, 18. Mai 2002
- 14:00 A: Pembroke Wanderers HC  – Eagles HC  0:0
- 16:00 A: HC Rotweiss Wettingen  – Wiener AC  4:2

Sonntag, 19. Mai 2002
- 14:00 A: Eagles HC  – Wiener AC  2:4
- 16:00 A: Pembroke Wanderers HC  – HC Rotweiss Wettingen  3:1

| .   |                       |      |        |
| Pos | Verein                | Tore | Punkte |
| 1.  | Pembroke Wanderers HC | 8:2  | 7      |
| 2.  | HC Rotweiss Wettingen | 8:6  | 6      |
| 3.  | Wiener AC             | 7:11 | 3      |
| 4.  | Eagles HC             | 3:7  | 1      |

Platzierungsspiele
Montag, 20. Mai 2002
- 08:00 Abstiegsspiel 4.A – 3.B: HC Olympia Kolos Sekvoia  – Wiener AC  2:4
- 10:15 Abstiegsspiel 3.A – 4.B: Slavia Prag  – Eagles HC  5:5, 5:4 n.7m
- 12:30 Spiel um Platz 3: Dinamo Ekaterinburg  – HC Rotweiss Wettingen  4:2
- 14:45 Finale: Lille MHC  – Pembroke Wanderers HC  3:1

Endstand
- 1. Lille MHC  (Aufstieg für Frankreich zum EuroHockey Club Champions Cup 2003)
- 2. Pembroke Wanderers HC  (Aufstieg für Irland zum EuroHockey Club Champions Cup 2003)
- 3. Dinamo Ekaterinburg
- 4. HC Rotweiss Wettingen
- 5. Wiener AC
- 5. Slavia Prag
- 7. HC Olympia Kolos Sekvoia  (Abstieg für die Ukraine zur EuroHockey Club Champions Challenge 2003)
- 7. Eagles HC  (Abstieg für Gibraltar zur EuroHockey Club Champions Challenge 2003)

## EuroHockey Club Champions Challenge
Die EuroHockey Club Champions Challenge fand vom 16. – 19. Mai 2002 in der walisischen Stadt Cardiff statt. Sie bildete den zweiten Unterbau zum EuroHockey Club Champions Cup. Die Clubs spielten neben dem Titel auch um den Aufstieg ihrer nationalen Verbände für die folgende Europapokalsaison.
Gruppe A
Donnerstag, 16. Mai 2002
- 14:00 A: HC Roma  – Draigiau  7:0
- 16:00 A: Whitchurch HC  – HK Zelina  2:1

Freitag, 17. Mai 2002
- 14:00 A: HC Roma  – HK Zelina  6:1
- 16:00 A: Whitchurch HC  – Draigiau  5:1

Samstag, 18. Mai 2002
- 14:00 A: HK Zelina  – Draigiau  2:3
- 16:00 A: HC Roma  – Whitchurch HC  1:0

| .   |                 |      |        |
| Pos | Verein          | Tore | Punkte |
| 1.  | HC Roma         | 14:1 | 9      |
| 2.  | Whitchurch HC   | 7:3  | 6      |
| 3.  | Draigiau (Gast) | 4:14 | 3      |
| 4.  | HK Zelina       | 4:11 | 0      |

Gruppe B
Donnerstag, 16. Mai 2002
- 10:00 A: Valhalla LHC  – Ramaldense FC  3:5
- 12:00 A: Orient Lygby   – HT 85  5:1

Freitag, 17. Mai 2002
- 10:00 A: Valhalla LHC  – HT 85  6:0
- 12:00 A: Orient Lygby  – Ramaldense FC  1:1

Samstag, 18. Mai 2002
- 10:00 A: HT 85  – Ramaldense FC  1:5
- 12:00 A: Valhalla LHC  – Orient Lygby  2:5

| .   |               |       |        |
| Pos | Verein        | Tore  | Punkte |
| 1.  | Orient Lygby  | 11:4  | 7      |
| 2.  | Ramaldense FC | 11:5  | 7      |
| 3.  | Valhalla LHC  | 11:10 | 3      |
| 4.  | HT 85         | 2:16  | 0      |

Platzierungsspiele
Sonntag, 19. Mai 2002
- 08:00 4.A – 3.B: HK Zelina  – Valhalla LHC  5:4
- 10:30 3.A – 4.B: Draigiau  – HT 85  7:0
- 13:00 Spiel um Platz 3: Whitchurch HC  – Ramaldense FC  1:0
- 15:00 Finale: HC Roma  – Orient Lygby  4:3

Endstand
- 1. HC Roma  (Aufstieg für Italien zur EuroHockey Club Champions Trophy 2003)
- 2. Orient Lygby  (Aufstieg für Dänemark zur EuroHockey Club Champions Trophy 2003)
- 3. Whitchurch HC
- 4. Ramaldense FC
- 5. HK Zelina
- 5. Draigiau  Gastteilnehmer
- 7. Valhalla LHC
- 7. HT 85

## Quelle
Deutsche Hockey Zeitung Mai 2002